# Comtat d'Abensberg-Traun

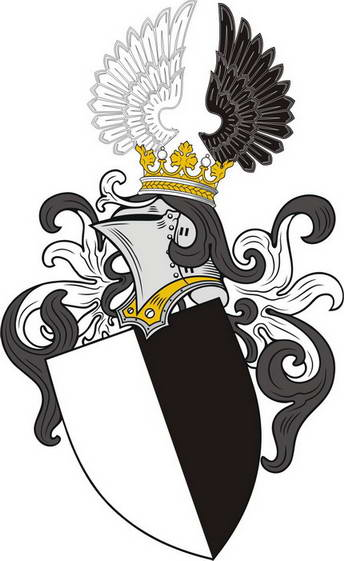
Escut dels comtes i princeps d'Abensperg i Traun

La família Abensperg i Traun fou una casa comtal del Sacre Imperi Romanogermànic originada al Traungau Alta Àustria. Eren una de les poques famílies que ja jugaven un paper rellevant en temps dels Babenberg (976 a 1246). Bernat de Traun (Pernhart de Trune), és el primer membre conegut, documentat el 1114/1120. En la segona meitat del segle xii els senyors de Traun ingressaven en l'anomenada ministerialitat (equip de servei cavalleresc) dels comtes del Trangau (Traungauer Grafen) de la que foren els dirigents després del 1192 al servei dels Babenberg. Després de l'extinció dels Babenberg els senyors de Traun passaren al servei dels bisbes de Passau el 1246.
La posició elevada de la família Traun es manifestava en l'edat mitjana més tardana pel gran abast dels seus bénns; el 1260 tenien l'advocacia dels monestirs de Sant Florià i Göttweig així com càrrecs regis al país entre els quals el de capità de la terra de l'Enns (el 1362) i mariscals hereditaris de Salzburg (el 1436). Cap a final del segle xv la família es va dividir en dues branques: la Eschelberger extingida als inicis del segle xix, que va rebre el castell d'Eschelberg i el de Gotthard; i la línia de Maissauer, que es va quedar el castell de Traun nom que va agafar el segle XVI.

## Senyoria de Maissau

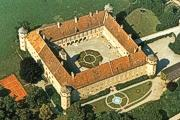
castell de Petroneller

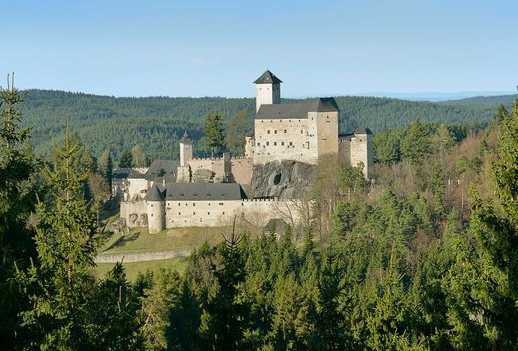
Rappottenstein

Maissau es va transformar en Traun el 1537 que en endavant va desplaçar el seu interès cap a la Baixa Àustria; els senyors de Traun foren protestants i es van oposar als Habsburg catòlics però van tornar al protestantisme el 1620 i diversos membres de la família van fer carreres militars excel·lents amb els Habsburg.

## Comtes d'Abensperg i Traun

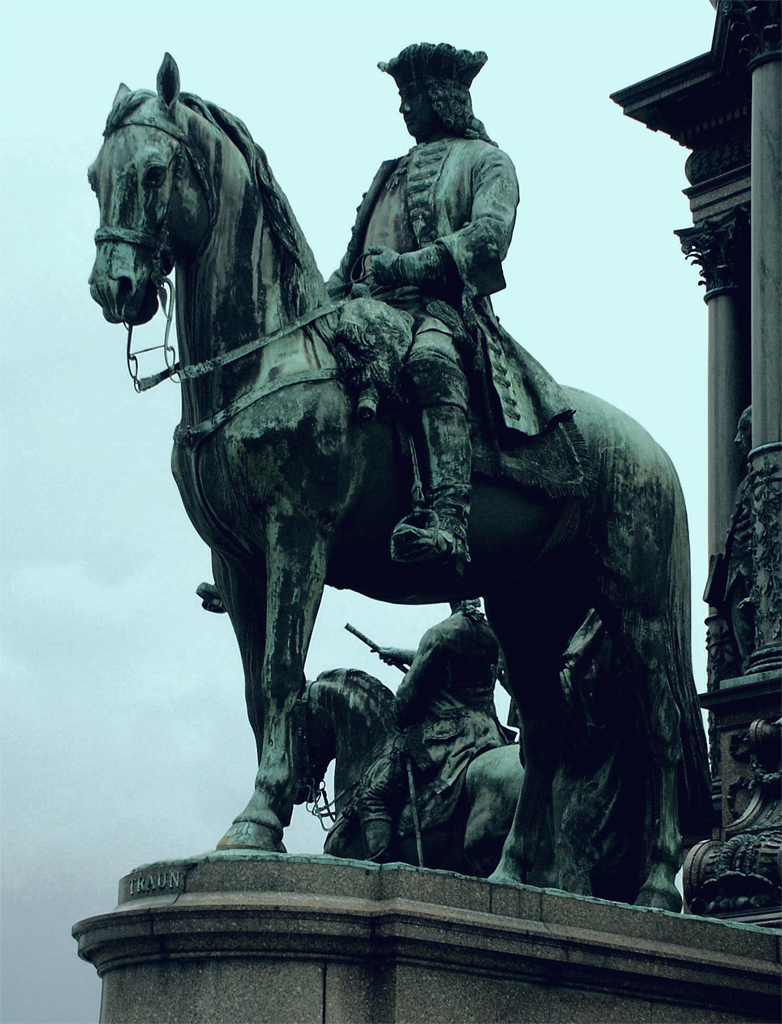
Estàtua de l'O.F. Traun al Maria Theresia Denkmal a Viena

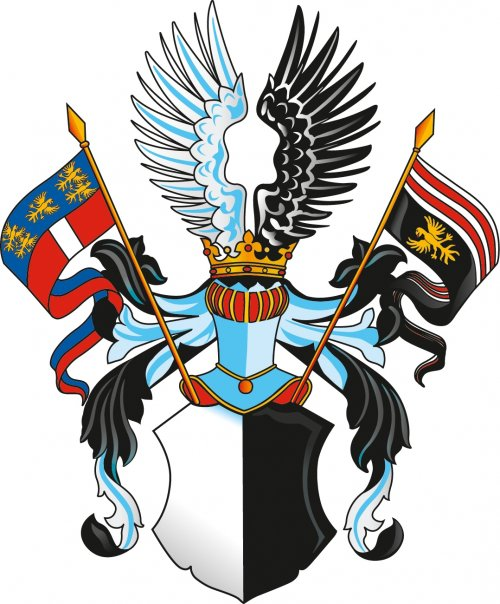
Blasó el 1705

El 1653 l'emperador Ferran III del Sacre Imperi Romanogermànic va elevar als Traun a comtes de l'imperi amb el nom d'Abensperg i Traun (Abensberg i Traun); la base de l'elevació, sense precedents, era una Anknüpfung genealògica confirmada expressament per la cancelleria imperial a la família al voltant de 1480 dels drets del comtat bavarès extingit d'Abensberg. En conseqüència els comtes d'Abensperg i Traun assolien un seient i tindrien veu en el col·legi de comtes de l'Imperi al Cercle de Suàbia el 1656 com una de les poques famílies de l'alta noblesa i adquirien el 1662 la dominació d'imperial que justificava la participació en el Reichstag amb l'adquisició de la senyoria d'Eglofs a Suàbia (que fou venuda als prínceps de Windisch-Graetz el 1804).
A la segona meitat del segle xvii van passar també a la família els castell de Petronell (el 1656), Groß-Schweinbarth (el 1658), Rappottenstein (el 1664), Bockfließ i Bisamberg (el 1660) i els Palaus dits de Traun al Carreró dels Senyors de Viena. L'any 1668 el comte Ernest agregava Eglofs al seu comtat, i adquiria diverses cases a Viena i Linz fideicomis de patrimoni i el castell Petronell esdevenia fideicomis de primogenitura.
Al segle xviii la línia Traun es va dividir en la de Maissauer (Maissau, Rappottenstein i Wolkersdorf) i la de Petroneller (que va rebre el castell i la senyoria de Petronell al Hauptsitz, el castell de Traun, el castell de Groß-Schweinbarth, Bisamberg i Bockfließ.

## Personatges

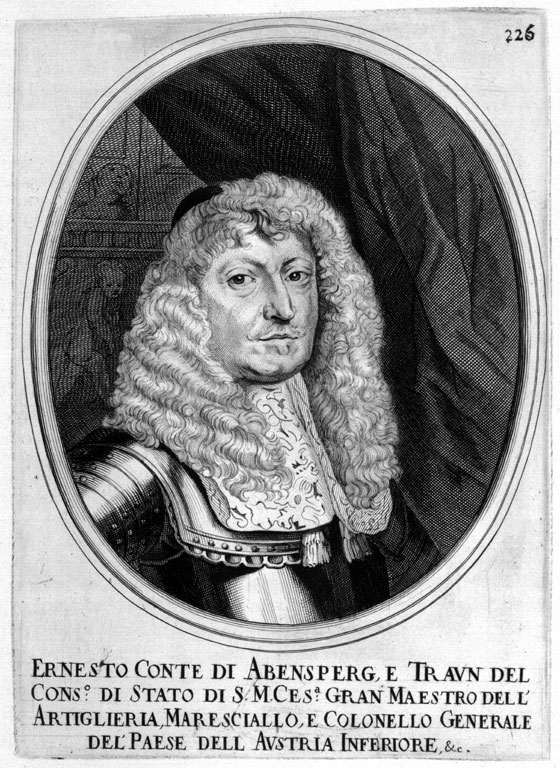
Ernest d'Abensberg i Traun

- Hans de Traun, documentat durant la Guerra dels Cent Anys (segle xiv), al servei dels anglesos
- Sigmund Adam von Traun (1573–1638), militar destacat a Àustria, primer protestant després convertit.
- Mariscal Otto Ferdinand von Abensperg und Traun (1677–1748), militar austríac.[5]